# Johnny Gorman
Johnny Gorman, właśc. Rory John McCaughan Gorman (ur. 26 października 1992 w Sheffield) – północnoirlandzki piłkarz występujący na pozycji pomocnika.

## Kariera klubowa
Gorman treningi rozpoczął w 2002 roku w Manchesterze City. W 2003 roku przeszedł do Manchesteru United, a w 2009 roku trafił do juniorów Wolverhamptonu.

## Kariera reprezentacyjna
W reprezentacji Irlandii Północnej Gorman zadebiutował 26 maja 2010 roku w przegranym 0:2 towarzyskim meczu z Turcją.